# Хуан-Эмилио-О'Лири
Хуан-Эмилио-О'Лири (исп.Juan Emiliano O'Leary) — город в Республике Парагвай в департаменте Альто-Парана . 
Расположен в юго-западной части департамента в 249 км от столицы страны - Асунсьона и в 80 км от столицы департамента города Сьюдад-дель-Эсте.
Общая площадь – 226 км². Высота центра — около 257 м над уровнем моря.

## Население
Население города в 2019 году составляло 26 370 человек. В 2002 году было 16 367 жителей.

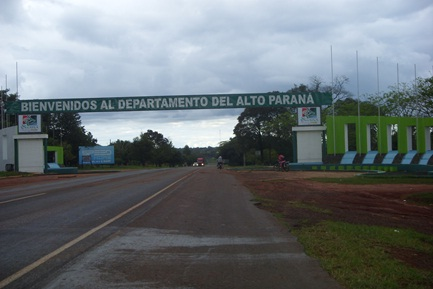

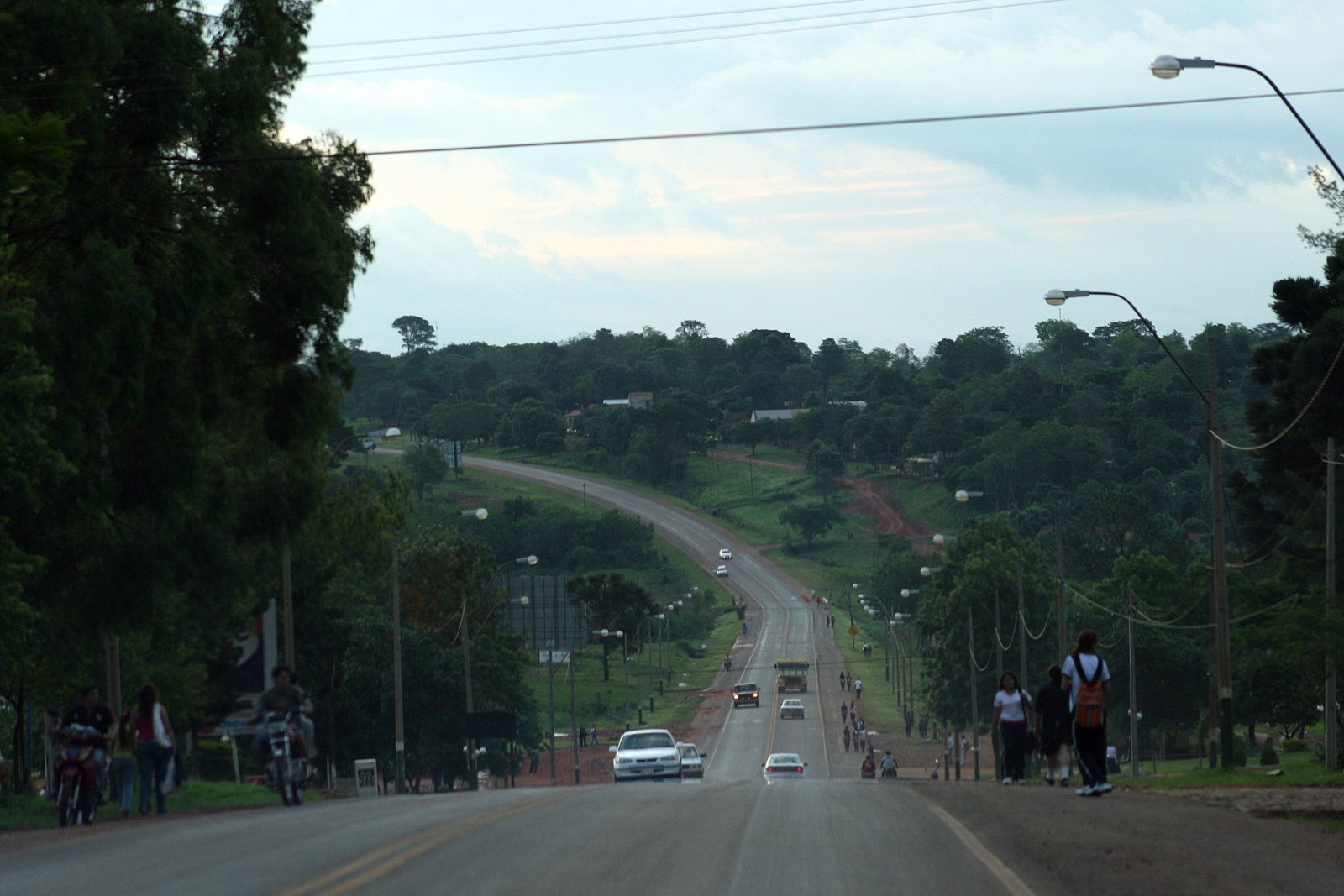

Плотность 116,68 чел/км².

## История
Раньше город был известен как Чеиро Куэ (She íro cué). Назван в честь политика, поэта, журналиста и историка Хуана Эмилиано О'Лири.
Получил статус города в 1968 году.